# Dirk Gently

Interpretación simple de la placa presente en la oficina de Dirk Gently, descrita en los libros.

Dirk Gently (de nombre real Svlad Cjelli; también conocido como Dirk Cjelli) es un personaje ficticio creado por Douglas Adams y que aparece en los libros Dirk Gently, agencia de investigaciones holísticas y en Iras celestiales: Una investigación de Dirk Gently. Es descrito como un hombre con sobrepeso que normalmente usa un viejo y pesado traje café claro, camisa roja a cuadros con corbata verde a rayas, abrigo de piel largo, sombrero rojo, y lentes con marco metálico grueso.
«Dirk Gently» no es el nombre verdadero del personaje; en el primer libro se dice que es un seudónimo de «Svlad Cjelli». El personaje asegura que lo eligió por el tipo de daga escocesa que también se llama Dirk.

## Detective holístico
Dirk se refiere a sí mismo como un «detective holístico» que hace uso de la «interconexión fundamental de todas las cosas» para resolver todo crimen, y encontrar a toda persona. Esto implica hacer grandes cuentas de gastos para luego decir que cada uno de los gastos (tales como irse a una playa tropical en las Bahamas por tres semanas) era, debido a la interconexión fundamental de todas las cosas, parte indispensable de la investigación. Confrontado al respecto en la primera novela, dice que no se puede considerar que haya abusado de nadie, porque ninguno de sus clientes le ha pagado todavía. Tiene una oficina en Peckender Street 33a N1, Londres, y su número telefónico es 01-354 9112.
Siendo estudiante en St. Cedd's College, Cambridge, cayó en desgracia cuando en una ocasión trató de obtener dinero vendiendo las preguntas para los próximos exámenes. Sus compañeros estaban convencidos de que había determinado las preguntas mediante hipnosis, cuando en realidad simplemente había estudiado exámenes pasados y determinado patrones en las preguntas. Sin embargo, cuando sus preguntas resultaron ser exactamente las mismas que las de los exámenes reales, incluso las comas, fue arrestado y mandado a prisión. Este es un ejemplo de la rara habilidad de Dirk para hacer suposiciones acertadas: cada una resulta ser absolutamente cierta.

## Personificaciones
Dirk Gently fue representado por Michael Bywater en el año 1992 en The South Bank Show, por Scot Burklin en el año 2006 en una producción de la obra Dirk y por Samuel Barnett en la adaptación para la BBC America de Dirk Gently: Agencia de investigaciones holísticas.

## Aparición posterior
Douglas Adams estaba trabajando en la tercera novela de Dirk Gently, The Salmon of Doubt, antes de morir, pero algunas de las ideas que desarrolló no estaban funcionando en un entorno de Dirk Gently. Esas ideas las habría rescatado, modificado y puesto en una sexta novela de Guía del autoestopista galáctico.

## Novelas
Douglas Adams llegó a publicar dos de las tres novelas de la serie de Dirk Gently, sin embargo, su última obra llegó a ser publicada póstumamente debido a la muerte de Adams en 2001; esta obra fue colocada en venta para los lectores en 2002, exactamente un año después de la muerte del novelista.
- Dirk Gently, agencia de investigaciones holísticas (1987)
- Iras celestiales: Una investigación de Dirk Gently (1988)
- El salmón de la duda (2002)